# Субективна теория за стойността
Субективната теория за стойността или теория за субективната стойност е икономическа теория за стойността, която застъпва идеята, че за да притежава стойност, един предмет трябва да бъде полезен и оскъден, с размер на стойността, зависещ от способността на предмета да задоволява потребностите на всеки отделен индивид. В този случай „стойността“ е разграничена от обменната стойност и цената. Теорията приема, че един предмет може да бъде от по-голяма полза за един, от колкото за друг, или без полза за един и от полза за друг . Теорията контрастира с Вътрешноприсъщата теория за стойността, която застъпва идеята, че съществува обективно коректна стойност на предмета, която може да бъде определена без оглед на индивидуалната преценка за стойността, както и чрез определяне количеството труд, положен в процеса на производство на предмета (виж Трудова теория за стойността).
Теорията е защитавана от Демокрит, схоластиците от Саламанската школа и френските класици (Тюрго, Сей и Кондияк). Докато вътрешноприсъщата теория за стойността преобладава при английските класици като Адам Смит и Дейвид Рикардо, субективната такава се превръща благодарение на Уилям Джевънс в съставна част на неокласическата школа. Тя е също един от фундаментите на Австрийската икономическа школа.

## Обобщение
Теорията застъпва идеята, че предметите стават ценни в икономически смисъл (имат обменна стойност и цена) при две условия:
1. Те са способни да задоволят човешки потребности и поради това са желани;
2. Няма достатъчно или има точно необходимото количество от тях за задоволяване на търсенето. Всяко благо в неограничени запаси няма стойност. С други думи: благата, които са в недостатъчно количество за задоволяване на търсенето, имат цена, а тези, които съществуват в излишък (или не задоволяват ничии потребности), са безплатни. Субективната теория за стойността е била създадена, за да развие икономиката на маргиналистите.

Субективната теория за стойността контрастира с вътрешноприсъщата такава, която застъпва теорията, че икономическата стойност на предметите зависи от това колко труд е вложен в производството им. Дейвид Рикардо дава пример:
„ Стойността на една стока или количеството, от която и да е друга стока, за което тази стока би била сменена, зависи от относителното количество труд, което е необходимо за тяхното производство, а не от по-голямата или по-малката компенсация, която се заплаща за този труд“ 
В условията на свободния пазар, от теорията може да се извадят няколко важни заключения. Тя контрастира с нормативната версия на трудовата теория за стойността, според която обменната стойност на едно благо трябва да бъде пропорционална на труда, който е отишъл за производството му. Субективната теория за стойността е отрицание на вътрешноприсъщата. Това води до заключението, че стоките и услугите нямат собствена цена, различна от тази, за която се разменя на свободния пазар. Докато трудовата теория е била използвана, за да се осъди печалбата като експлоатация, субективната опровергава тази присъда: купувач на свободния пазар, който предлага да заплати цена, по ниска от тази, която съответства на количеството положен труд в производството на самото благото, дава информация на продавача за стойността, която благото може да произведе за купувача. (Цената не е мерило за обективната стойност; тя е просто способ за комуникация между купувача и продавача.) Офертата един вид изразява мнението на купувача, което продавачът е свободен да отхвърли.
Нещо повече, субективната теория за стойността подкрепя разбирането, че доброволният обмен облагодетелства и двете страни. Човек купува даден предмет, защото го цени повече от това, което предлага в замяна; в противен случай той не би направил размяната и би задържал предмета, който цени повече. По същия начин продавачът се съгласява с размяната само ако цени благото по-малко от цената, която получава срещу него. Затова на свободния пазар и двете страни влизат в търговски взаимоотношения с убеждението, че ще получат по-голяма стойност от тази, която са обменили с другата страна.
|  | Тази страница частично или изцяло представлява превод на страницата Subjective theory of value и страницата Conception subjective de la valeur в Уикипедия на английски и френски език. Оригиналните текстове, както и този превод, са защитени от Лиценза „Криейтив Комънс – Признание – Споделяне на споделеното“, а за творби, създадени преди юни 2009 година – от Лиценза за свободна документация на ГНУ. Прегледайте историята на редакциите на оригиналните страници тук и тук, за да видите списъка на техните съавтори. ВАЖНО: Този шаблон се отнася единствено до авторските права върху съдържанието на статията. Добавянето му не отменя изискването да се посочват конкретни източници на твърденията, които да бъдат благонадеждни. |